# Coppa Nordamericana di skeleton 2013
La Coppa Nordamericana di skeleton 2013 è stata la tredicesima edizione del circuito continentale nordamericano di skeleton, manifestazione organizzata dalla Federazione Internazionale di Bob e Skeleton; è iniziata il 7 novembre 2012 a Park City, negli Stati Uniti, e si è conclusa l'8 marzo 2013 a Lake Placid, sempre negli Stati Uniti. Si sono disputate diciotto gare: nove per le donne e altrettante per gli uomini in quattro differenti località.
Vincitori dei trofei, conferiti agli atleti classificatisi per primi nel circuito, sono stati la canadese Jane Channell nel singolo femminile e il connazionale Barrett Martineau in quello maschile.

## Calendario
| Località    | Data                | Donne | Uomini |
| ----------- | ------------------- | ----- | ------ |
| Park City   | 7–8 novembre 2012   | ●●    | ●●     |
| Calgary     | 15–16 novembre 2012 | ●●    | ●●     |
| Whistler    | 7–9 dicembre 2012   | ●●●   | ●●●    |
| Lake Placid | 7–8 marzo 2013      | ●●    | ●●     |
| Totale      | Totale              | 9     | 9      |

## Risultati

### Donne
| Data             | Località    | Prime classificate            | Seconde classificate            | Terze classificate            |
| ---------------- | ----------- | ----------------------------- | ------------------------------- | ----------------------------- |
| 7 novembre 2012  | Park City   | Noelle Pikus-Pace Stati Uniti | Melissa Hoar Australia          | Savannah Graybill Stati Uniti |
| 8 novembre 2012  | Park City   | Noelle Pikus-Pace Stati Uniti | Melissa Hoar Australia          | Elisabeth Vathje Canada       |
| 15 novembre 2012 | Calgary     | Carli Brockway Canada         | Michelle Steele Australia       | Elisabeth Vathje Canada       |
| 16 novembre 2012 | Calgary     | Carli Brockway Canada         | Noelle Pikus-Pace Stati Uniti   | Michelle Steele Australia     |
| 7 dicembre 2012  | Whistler    | Randee Brookes Canada         | Madison Charney Canada          | Carla Pavan Canada            |
| 8 dicembre 2012  | Whistler    | Madison Charney Canada        | Jaclyn LaBerge Canada           | Carla Pavan Canada            |
| 9 dicembre 2012  | Whistler    | Jaclyn LaBerge Canada         | Madison Charney Canada          | Savannah Graybill Stati Uniti |
| 7 marzo 2013     | Lake Placid | Elisabeth Vathje Canada       | Katharine Eustace Nuova Zelanda | Jane Channell Canada          |
| 8 marzo 2013     | Lake Placid | Jane Channell Canada          | Katharine Eustace Nuova Zelanda | Samantha Culiver Stati Uniti  |

### Uomini
| Data             | Località    | Primi classificati       | Secondi classificati       | Terzi classificati         |
| ---------------- | ----------- | ------------------------ | -------------------------- | -------------------------- |
| 7 novembre 2012  | Park City   | Ryan Sweeney Stati Uniti | John Worden Canada         | Patrick Rooney Canada      |
| 8 novembre 2012  | Park City   | John Worden Canada       | Greg Rafter Canada         | Barrett Martineau Canada   |
| 15 novembre 2012 | Calgary     | Barrett Martineau Canada | John Worden Canada         | Aleksandr Mutovin Russia   |
| 16 novembre 2012 | Calgary     | Barrett Martineau Canada | Aleksandr Mutovin Russia   | John Worden Canada         |
| 7 dicembre 2012  | Whistler    | Sean Greenwood Irlanda   | Barrett Martineau Canada   | Austin McCrary Stati Uniti |
| 8 dicembre 2012  | Whistler    | Barrett Martineau Canada | Sean Greenwood Irlanda     | Austin McCrary Stati Uniti |
| 9 dicembre 2012  | Whistler    | Barrett Martineau Canada | Sean Greenwood Irlanda     | Austin McCrary Stati Uniti |
| 7 marzo 2013     | Lake Placid | Pavel Kulikov Russia     | Barrett Martineau Canada   | Sean Greenwood Irlanda     |
| 8 marzo 2013     | Lake Placid | Pavel Kulikov Russia     | Austin McCrary Stati Uniti | Barrett Martineau Canada   |

## Classifiche

### Donne
| Pos. | Atleta            | Nazione       | PKC-1 | PKC-2 | CAL-1 | CAL-2 | WHI-1 | WHI-2 | WHI-3 | LAK-1 | LAK-2 | Punti |
| ---- | ----------------- | ------------- | ----- | ----- | ----- | ----- | ----- | ----- | ----- | ----- | ----- | ----- |
| 1    | Jane Channell     | Canada        | 9     | 6     | 8     | 6     | 4     | 5     | 4     | 3     | 1     | 324   |
| 2    | Madison Charney   | Canada        | 7     | 7     | 5     | 5     | 2     | 1     | 2     | 9     | 9     | 319   |
| 3    | Elisabeth Vathje  | Canada        | 6     | 3     | 3     | 8     | -     | -     | -     | 1     | 6     | 301   |
| 4    | Noelle Pikus-Pace | Stati Uniti   | 1     | 1     | 4     | 2     | -     | -     | -     | -     | -     | 265   |
| 5    | Carli Brockway    | Canada        | 5     | 8     | 1     | 1     | -     | -     | -     | -     | -     | 231   |
| 6    | Savannah Graybill | Stati Uniti   | 3     | 4     | 9     | 9     | 8     | 4     | 3     | -     | -     | 214   |
| 7    | Samantha Culiver  | Stati Uniti   | 10    | -     | -     | -     | 5     | -     | 7     | 5     | 3     | 151   |
| 8    | Meghan Sullivan   | Stati Uniti   | 8     | 9     | 14    | 10    | 6     | 7     | 6     | -     | -     | 151   |
| 9    | Lauren Salter     | Stati Uniti   | -     | -     | 13    | -     | 9     | 6     | 5     | 6     | 4     | 140   |
| 10   | Melissa Hoar      | Australia     | 2     | 2     | -     | -     | -     | -     | -     | -     | -     | 130   |
| 10   | Katharine Eustace | Nuova Zelanda | -     | -     | -     | -     | -     | -     | -     | 2     | 2     | 130   |

### Uomini
| Pos. | Atleta            | Nazione       | PKC-1 | PKC-2 | CAL-1 | CAL-2 | WHI-1 | WHI-2 | WHI-3 | LAK-1 | LAK-2 | Punti |
| ---- | ----------------- | ------------- | ----- | ----- | ----- | ----- | ----- | ----- | ----- | ----- | ----- | ----- |
| 1    | Barrett Martineau | Canada        | 8     | 3     | 1     | 1     | 2     | 1     | 1     | 2     | 3     | 576   |
| 2    | Sean Greenwood    | Irlanda       | 10    | 10    | 7     | 7     | 1     | 2     | 2     | 3     | 5     | 445   |
| 3    | Patrick Rooney    | Canada        | 3     | 4     | 5     | 4     | 4     | 4     | 4     | 11    | 9     | 414   |
| 4    | Austin McCrary    | Stati Uniti   | 11    | 9     | 6     | 6     | 3     | 3     | 3     | 7     | 2     | 412   |
| 5    | Ryan Sweeney      | Stati Uniti   | 1     | 5     | 8     | 14    | 16    | 8     | 5     | -     | -     | 281   |
| 6    | John Worden       | Canada        | 2     | 1     | 2     | 3     | -     | -     | -     | -     | -     | 260   |
| 7    | Hiroyuki Bamba    | Giappone      | 5     | 7     | 10    | 9     | 9     | 7     | 10    | -     | -     | 253   |
| 8    | Lee Han-sin       | Corea del Sud | 12    | 12    | 13    | 13    | 10    | 10    | 15    | 12    | 11    | 252   |
| 9    | Yun Sung-bin      | Corea del Sud | 23    | 23    | 15    | 23    | 12    | 9     | 8     | 5     | 4     | 239   |
| 10   | Alex Ivanov       | Stati Uniti   | -     | -     | -     | 9     | -     | 5     | 9     | 9     | 6     | 239   |